# Le Parcq
Le Parcq is een gemeente in het Franse departement Pas-de-Calais (regio Hauts-de-France) en telt 726 inwoners (2004). De plaats maakt deel uit van het arrondissement Montreuil. De naam verwijst naar het park van het in 1553 verwoeste kasteel van Hesdin.

## Geografie
De oppervlakte van Le Parcq bedraagt 9,3 km², de bevolkingsdichtheid is 78,1 inwoners per km².
De onderstaande kaart toont de ligging van Le Parcq met de belangrijkste infrastructuur en aangrenzende gemeenten.

## Demografie
Onderstaande figuur toont het verloop van het inwonertal (bron: INSEE-tellingen).